# Orto botanico dell'Università della Calabria
L'orto botanico dell'Università della Calabria è un giardino botanico gestito dall'Università della Calabria. Istituito con il D.P.R. 31/10/1981, n. 919, racchiude un'area di circa 8 ettari nei pressi del polifunzionale in via Pietro Bucci, nella località Arcavacata di Rende in provincia di Cosenza.

## Specie
Il giardino contiene oltre 400 specie soprattutto di piante locali, nonché introduzioni di quelle non locali. La vegetazione naturale è formata dalla quercia, principalmente Quercus pubescens, con ulteriori piantagioni di Quercus coccifera, Quercus frainetto, Quercus macrolepis, Quercus robur e Quercus trojana. Tra gli altri alberi sono gli ontani (Alnus), pioppi (Populus) e salici (Salix), con l'aggiunta di Liriodendron, Metasequoia e Taxodium. Il giardino contiene anche due boschetti di bambù (Phyllostachys) e piantagioni di Equisetum telmateia, Ginkgo biloba, Osmunda regalis, Podocarpus e Polypodium.
Il giardino include anche due serre. La prima contiene piante come Adiantum capillus-veneris, Cyperus papyrus, Pinguicula hirtiflora, Pteris cretica, Pteris vittata e Woodwardia radicans. La seconda contiene piante delle zone umide tra cui Acorus calamus, Marsilea strigosa, Menyanthes trifoliata, Osmunda regalis, ecc.
Oltre alle collezioni di piante, la sede ospita un erbario, con oltre 24000 campioni di piante vascolari, un erbario dei licheni e l'erbario delle briofite. La sede ospita inoltre un'aula didattica, dei laboratori attrezzati ed una ricca documentazione scientifica per lo studio della biodiversità vegetale.

## Struttura
La sede ha la seguente struttura:
- arboreto
- boschetto
- bosco
- erbario
- frutteto
- orto
- duna
- laghetto
- roccaglia
- serra
- vasca